# Tarnopol Towarowy
Tarnopol Towarowy (ukr. Тернопіль-Вантажний, ros. Тернополь-Грузовой) – przystanek kolejowy w miejscowości Tarnopol, w rejonie tarnopolskim, w obwodzie tarnopolskim, na Ukrainie. Leży na wyjeździe z tarnopolskiej stacji towarowej w stronie dworca głównego.